# Eddie Bald
 Edward Carl Bald, né le 27 janvier 1874 à Buffalo et mort le 1er juillet 1946 à Pittsburgh,, est un coureur cycliste et pilote automobile américain.
Avec Earl Kiser, Arthur Gardiner et Tom Cooper, il fait partie des "big four" du cyclisme américain de la fin des années 1890.

## Carrière
Edward Carl Bald est le fils de Nicholas Bald, boucher, et de Katherine Reinheimer.

### Coureur cycliste
Il commence la compétition à l'automne 1891, remportant une course de novice. Peu après, il participe et remporte une course sur route de 30 kilomètres. En 1892, Bald rejoint le Buffalo Press Cycling Club. Il remporte le championnat de la ville de Buffalo,.
Le 20 juin  1893, à Cleveland, il remporte plusieurs courses, ainsi qu'à Little Valley, Lockport, et dans d'autres villes de  l'ouest de l'État de New York et à Détroit. Au meeting de Troy, le 25 août, Asa Windle, entraîneur, le prend en charge et quelques jours plus tard, les 4 et 6 septembre, il apparait sur la piste de Hartford, battant Willie Windle (de), le champion américain. À Springfield, dans le Massachusetts, le 13 et 14 septembre, Bald établi un nouveau record du monde dans la course scratch du demi-mile avec un temps de 1 minute et 3 secondes. Le 19 septembre, à Waltham, il bat le record du mile de la piste. A Baltimore et à Scranton, en Pennsylvanie, il remporte presque toutes les courses où il prend le départ. À Reading, en Pennsylvanie, il remporte le mile open, devançant Walter Sanger, Major Taylor, Tyler et tous les coureurs les plus rapides du pays, Bald s'adjuge également le quart et le demi-mile.
En 1895, à Buffalo, il gagne trois des cinq championnats nationaux de la League of American Wheelmen (en) (LAW), la ligue américaine de cyclisme, le quart de mille, le demi-mile et le mile, il ne part pas dans les deux autres courses par suite d’une chute. La suprématie de Bald se manifeste dans le fait de gagner à lui seul plus d’argent que tous ses compatriotes. Il aurait gagné plus de 10 000 dollars pendant sa saison. En une seule saison, il remporte 68 victoire,, trente-trois premiers prix, 18 deuxièmes prix et 12 troisièmes prix. Parmi ses gain figurent 18 diamants, 8 montres en or, 8 vélos, de l'argenterie, des meubles et bien d'autres choses encore. Son point fort est son habileté à soutenir un emballage très prolongé et il est considéré comme le plus rapide sprinter aux États-Unis pour le quart de mile dans une course sur piste.
Surnommé Le Canon ou Le Boulet de Canon, pour sa vitesse explosive, Bald fait la promotion de la marque Columbia Bicycles. Il court aussi pour les cycles Barnes,,.
Major Taylor a écrit dans son autobiographie : « S'il y avait deux coureurs sur terre que je voulais rencontrer en match plus que tous les autres, c'étaient Eddie Bald et Tom Cooper. ». Devant 10 000 spectateurs, Taylor, lors de sa première course professionnelle, en décembre 1896, au Madison Square Garden, remporte une victoire sur un demi-mile à handicap face à Bald, le champion américain de vitesse en titre,,.
En juin 1898, Bald annonce qu'il quittera le circuit cycliste en octobre de la même année pour s'essayer au métier d'acteur dans la pièce « A Twig of Laurel »,,. Dans le cyclisme américain, des dissensions amènent la création de la National Racing Cyclists' Union (NRCU), parmi les membres figurent Bald, Arthur Gardiner, Tom Cooper, McDuffee et Taylor; Bald en est élu président.
À partir de 1899, les performances d'Eddie Bald sont bien inférieures à celle des année antérieures. Bald ne remporte que deux victoires en 1899. La première, lors de courses à handicap à Bridgeport, face à des coureurs peu rapides, et gagne un match contre Arthur A. ZImmerman. Connu pour son amour des boîtes de nuit, il souhaite profiter davantage du temps libre. Ils fréquente les prestigieux hippodromes de l'Est, tombe sous le charme des courses hippiques et part en Angleterre avec le célèbre jockey Tod Sloan (en), un autre athlète partageant les mêmes passions,,,. La presse annonce sa retraite début 1901 Il est propriétaire d'un bar chic à New York.
En 1902, invité par Coquelle et Breyer, il vient courir à Paris,,,. Il gagne contre Jacquelin dans un match en 3 manches sur 1.333 m et contre le champion du monde, Ellegaard qui prend sa revanche 15 jours plus tard. Il retourne aux États-Unis mi-novembre. Il prend le départ des Six jours de New York 1902, associé à Harry Elkes.

### Coureur automobile

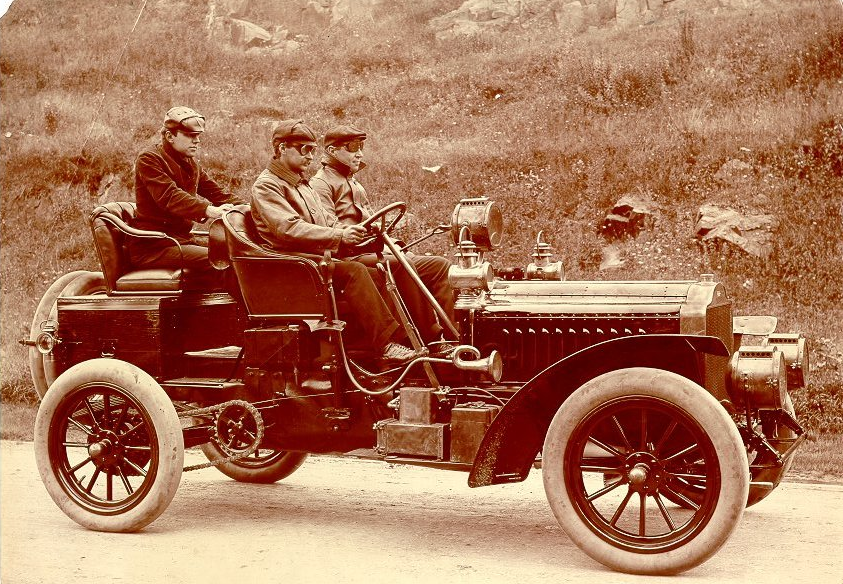
Bald (à droite) et Duffie après leur course de Chicago à New York, octobre 1904

En 1904, Bald passe du temps à l'usine Columbia pour se renseigner sur les automobiles. À la fin de cette année-là, il fait partie d'une équipe de course automobile qui bat le record de Chicago à New York en 58 heures et 35 minutes avec une voiture Columbia . Aux côtés de Bald se trouvent les pilotes Bert Holcomb, en charge de la course, Lawrence Duffie, démonstrateur du département essence de la Electric Vehicle Company (en), qui fabrique les voitures Columbia, Harry Sandol et Ray Harroun,,. Bald continue à piloter des voitures Columbia pendant plusieurs années, dans des épreuves sur route et sur piste.
Après sa carrière de pilote automobile, Bald travaille comme vendeur d'automobiles à Pittsburg  de 1909 jusqu'à sa retraite en 1925.
Il est déclaré rétroactivement champion national AAA 1907 en 1951 par le journaliste sportif négationniste Russ Catlin,.

## Palmarès

### Championnats des États-Unis
- 1895
  -  Champion des États-Unis de vitesse
- 1896
  -  Champion des États-Unis de vitesse[38]
- 1897
  -  Champion des États-Unis de vitesse

## Vie privée
Bald a épousé Joan Reynolds Seeley (1873-1936) en 1909 et ils ont eu un fils, Edward Jr., le 11 août 1912,.